# Законы сохранения
Зако́ны сохране́ния — фундаментальные физические законы, согласно которым при определённых условиях некоторые измеримые физические величины, характеризующие замкнутую физическую систему, не изменяются с течением времени. Являются наиболее общими законами в любой физической теории. Имеют большое эвристическое значение.
| Симметрия в физике             | Симметрия в физике                    | Симметрия в физике               |
| Преобразование                 | Соответствующая инвариантность        | Соответствующий закон сохранения |
| ------------------------------ | ------------------------------------- | -------------------------------- |
| ↕ Трансляции времени           | Однородность времени                  | …энергии                         |
| ⊠ C, P, CP и T-симметрии       | Изотропность времени                  | …чётности                        |
| ↔ Трансляции пространства      | Однородность пространства             | …импульса                        |
| ↺ Вращения пространства        | Изотропность пространства             | …момента импульса                |
| ⇆ Группа Лоренца (бусты)       | Относительность лоренц-ковариантность | …движения центра масс            |
| ~ Калибровочное преобразование | Калибровочная инвариантность          | …заряда                          |

## Описание
Некоторые из законов сохранения выполняются всегда и при всех условиях или, во всяком случае, никогда не наблюдались процессы, противоречащие этим законам. Другие законы являются лишь приближёнными и выполняющимися при определённых условиях.
Точные:
- Закон сохранения энергии
- Закон сохранения импульса
- Закон сохранения момента импульса
- Закон сохранения электрического заряда
- Закон сохранения движения центра масс

Теоретически не подтвержденные:
- Закон сохранения лептонного числа
- Закон сохранения барионного числа

Приближенные:
- Закон сохранения массы
- Закон сохранения числа частиц
- Закон сохранения чётности

Законы сохранения связаны с симметриями физических систем (теорема Нётер). Так, законы сохранения энергии, импульса и момента импульса являются следствиями пространственно-временных симметрий (соответственно: однородности времени, однородности и изотропности пространства). При этом перечисленные свойства пространства и времени в аналитической механике принято понимать как инвариантность лагранжиана относительно изменения начала отсчета времени, переноса начала координат системы и вращения её координатных осей.

## Открытие законов
Философские предпосылки к открытию закона были заложены ещё античными философами, в частности Парменидом.
Философы-атомисты Демокрит, Левкипп, Эпикур рассматривали мир как совокупность атомов, вечно движущихся в пустом пространстве. Демокрит предвосхитил закон инерции, являющийся следствием закона сохранения импульса. Он считал, что в пустоте тело либо должно оставаться в покое, либо вечно двигаться.
В частности в письме к Эйлеру Ломоносов формулирует свой «всеобщий естественный закон» (5 июля 1748 года), повторяя его в диссертации «Рассуждение о твердости и жидкости тел» (1760):
...Все перемены, в натуре случающиеся, такого суть состояния, что сколько чего у одного тела отнимется, столько присовокупится к другому, так ежели где убудет несколько материи, то умножится в другом месте... Сей всеобщий естественный закон простирается и в самые правила движения, ибо тело, движущее своею силою другое, столько же оные у себя теряет, сколько сообщает другому, которое от него движение получаетМ. В. Ломоносов

## Философское значение законов сохранения
С точки зрения диалектического материализма, законы сохранения показывают неуничтожимость и несотворимость движущейся материи со всеми её свойствами в процессах её перехода из одной формы в другую. Движение материи вечно и лишь переходит из одной формы в другую